# Glock 19
La Glock 19 è una pistola semiautomatica prodotta dall'austriaca Glock.
È una versione accorciata della Glock 17, è più corta di 12 mm, la prima viene prodotta appositamente per militari ed il servizio di polizia in uniforme, mentre la 19 è più adatta per un uso in abiti borghesi essendo occultabile più facilmente.